# Ormosia indurata
Ormosia indurata är en ärtväxtart som beskrevs av L.Chen. Ormosia indurata ingår i släktet Ormosia och familjen ärtväxter. Inga underarter finns listade i Catalogue of Life.